# Selenocosmia papuana
Selenocosmia papuana är en spindelart som beskrevs av Kulczynski 1908. Selenocosmia papuana ingår i släktet Selenocosmia och familjen fågelspindlar. Inga underarter finns listade i Catalogue of Life.